# Хрін великоплідний
Крупка великоплідний (Armoracia macrocarpa) — вид квіткових рослин родини капустяних (Brassicaceae).

## Біоморфологічна характеристика
Це багаторічна рослина.

## Поширення
Росте у Європі: Болгарія, Словаччина, Угорщина, Румунія, Хорватія, Сербія, Україна. В Угорщині він росте в очереті, вологих луках і солончаках і полюбляє лужні ґрунти, стійкі до солі, вологі або вкриті водою суглинисті, глинисті, солоні ґрунти, багаті поживними речовинами та лужними мінералами; у Румунії росте на вологих пасовищах і на сезонно затоплюваних пасовищах у вологий період; у Сербії росте на вологих луках.
В Україні росте на Закарпатті й Одещині. У ЧКУ має статус «зникаючий».

## Використання
A. macrocarpa є диким родичем і потенційним донором генів хрону A. rusticana.

## Загрози й охорона
A. macrocarpa є природно рідкісним видом через його спеціалізовані вимоги до середовища проживання, що робить його більш вразливим до загроз. Основні загрози: осушення вологих лугів для вирощування сільськогосподарських культур, перетворення солончаків у рибні ставки, відмова від випасу худоби на пасовищах, забруднення річкової води.